# Tricimba angustigena
Tricimba angustigena är en tvåvingeart som beskrevs av Ismay 1993. Tricimba angustigena ingår i släktet Tricimba och familjen fritflugor. Inga underarter finns listade i Catalogue of Life.